# Cantón de L'Isle-Jourdan (Vienne)
El cantón de L'Isle-Jourdain era una división administrativa francesa, que estaba situada en el departamento de Vienne y la región de Poitou-Charentes.

## Composición
El cantón estaba formado por diez comunas:
- Adriers
- Asnières-sur-Blour
- Le Vigeant
- L'Isle-Jourdain
- Luchapt
- Millac
- Moussac
- Mouterre-sur-Blourde
- Nérignac
- Queaux

## Supresión del cantón de L'Isle-Jourdain
En aplicación del Decreto nº 2014-264 de 27 de febrero de 2014, el cantón de L'Isle-Jourdain fue suprimido el 22 de marzo de 2015 y sus 10 comunas pasaron a formar parte del nuevo cantón de Lussac-le-Châteaux.